# Ariel Donoghue
Ariel Donoghue, född 1 mars 2010, är en australisk skådespelare.
Donoghue har bland annat medverkat i TV-serien Wolf Like Me. Hon har även medverkat i filmerna Blueback och Crossning Paths.

## Filmografi (i urval)
- 2019 – Crossing Paths
- 2022 – Wolf Like Me (TV-serie)
- 2022 – Blueback